# Teixidor petit
El teixidor petit (Ploceus luteolus) és un ocell de la família dels ploceids (Ploceidae).

## Hàbitat i distribució
Habita les sabanes i boscos àrids del Senegal, Gàmbia, sud de Mauritània, Guinea Bissau, sud de Mali, Burkina Faso, Níger, Costa d'Ivori, nord de Ghana, Togo, Benín, Nigèria, nord de Camerun, sud de Txad, República Centreafricana, centre de Sudan del Sud fins l'oest i centre d'Etiòpia, Eritrea, cap al sud al nord-est de la República Democràtica del Congo, Uganda, oest de Kenya i nord-oest de Tanzània.